# Trung Phước
Quế Trung is een xã en tevens de hoofdplaats in het district Nông Sơn, een van de districten in de Vietnamese provincie Quảng Nam. Quế Trung heeft ruim 10.000 inwoners op een oppervlakte van 46,25 km².
Quế Trung ligt in het noorden van de huyện en grenst in het noorden aan de huyệns Đại Lộc en Duy Xuyên. De Thu Bồn stroomt door Quế Trung. Een belangrijke verkeersader is de Tỉnh lộ 610. Deze provinciale weg ligt op de rechter oever van de Thu Bồn.
Op de rechter oever van de Thu Bồn ligt Trung Thượng, een van de zones van Quế Trung.